# Vindelikerhaus

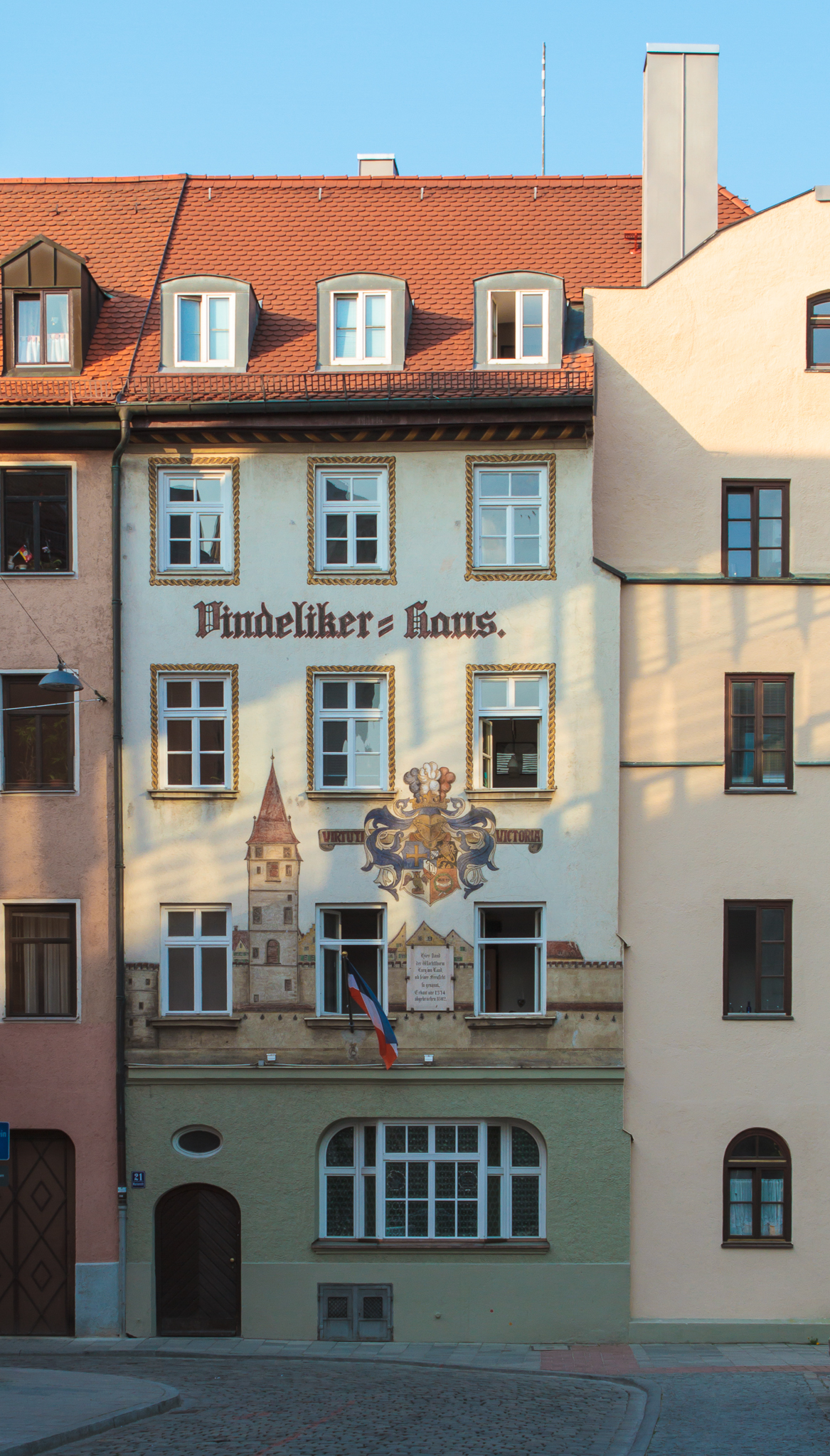
Das Vindelikerhaus

Das Vindelikerhaus ist ein Wohn- und Korporationshaus in der Marienstraße 21 in München. Es ist als Baudenkmal in die Bayerische Denkmalliste eingetragen.

## Lage
Das Vindelikerhaus liegt in der Münchner Altstadt nördlich des Isartors an der Stelle, an der die Marienstraße rechtwinklig auf die Straße Lueg ins Land trifft. Hier stand früher der Wachturm Lueg ins Land der zweiten Münchner Stadtmauer.

## Geschichte
Das Vindelikerhaus wurde 1820 erbaut. Die Bezeichnung geht auf die Vindeliker zurück, einem Stamm der Kelten. Das Grundstück, auf dem es errichtet wurde, war früher ein Teil des Zwingers der zweiten Stadtmauer der Münchner Stadtbefestigung. Der größte Teil des Hauses schloss sich dabei nördlich an das Haus Lueg ins Land 5 an, das anstelle des 1807 abgebrochenen Wachturms Lueg ins Land errichtet worden war, so dass nur ein Teil der Südwand des Hauses an der Marienstraße zu sehen war.
Im Erdgeschoss befand sich ursprünglich die Gastwirtschaft „Zum Elefanten“, die mehrmals umgebaut wurde, zuletzt 1908. 1922 wurde das Haus von der Studentenverbindung KDStV Vindelicia München im CV erworben und als Wohnheim eingerichtet. Aus den 1920er Jahren stammt auch die historisierende Fassadenmalerei.
1944 wurde das Nachbarhaus Lueg ins Land 5 schwer beschädigt, 1970 wurde es abgerissen. Dabei wurde entdeckt, dass die Trennmauer zwischen Marienstraße 21 und Lueg ins Land 5 die ehemalige Nordwand des Wachturms Lueg ins Land war.

## Beschreibung
Die Fassade zur Marienstraße hin ist zweigeteilt. Der linke Teil, der von Anfang an freilag, ist ein traufenständiger viergeschossiger Bau mit drei Fensterachsen und Fenstergauben im Dachgeschoss.
Im Erdgeschoss liegt in der linken Achse der Eingang, daneben erstreckt sich ein breites Fenster über zwei Achsen. Hier befand sich früher der Gastraum, heute ist dort das Bierstüberl der Verbindung untergebracht.
Im Bereich des ersten Obergeschosses zeigt eine Fassadenmalerei den Wachturm Lueg ins Land und das Wappen der Studentenverbindung. Eine steinerne Gedenktafel aus der zweiten Hälfte des 19. Jahrhunderts erinnert an den nicht mehr bestehenden Wachturm, gibt das Bau- und Abrissdatum jedoch falsch wieder.
Der rechte Teil der Fassade ist leicht zurückgesetzt, die dreigeschossige Außenwand mit zwei Fensterachsen war ursprünglich die Innenwand der Nordmauer des Lueg ins Land. Das wird durch eine noch erhaltene Schießscharte verdeutlicht, die nach außen (also zum früheren Innenraum des Turmes hin) stufenförmig verbreitert ist. Anstelle des ursprünglichen Obergeschosses hat der rechte Teil heute einen zurückgesetzten zweigeschossigen Aufbau.
Der Grundriss des Hauses ist trapezförmig, die Ostwand verläuft schräg durch die ehemalige Ecke des Zwingers von der Außenecke des Lueg ins Land bis zum Prinzessturm, dessen Grundmauern mit einem Teil der Zwingermauer noch an der Rückseite des Gebäudes sichtbar sind. An den rechten Hausteil schließt sich heute nach Norden ein Rückgebäude an.
Neben den Gemeinschaftsräumen der Studentenverbindung wie Bierstüberl, Kneipsaal, Küche und Fernsehzimmer gibt es im Vindelikerhaus derzeit Wohnraum für 17 Studenten.